# یاناگیوارا ناروکو
یاناگیوارا ناروکو (به ژاپنی: 柳原 愛子 やなぎわら なるこ) سوکوشیتسو (همسر غیراصلی) امپراتور میجی و مادر امپراتور تایشو بود.